# كلاوديو مانويل دا كوستا
كلاوديو مانويل دا كوستا (بالبرتغالية: Cláudio Manuel da Costa‏) هو محامي وموسيقي وكاتب وشاعر برازيلي، ولد في 5 يونيو 1729 في Mariana, Minas Gerais ‏ في البرازيل، وتوفي في 4 يوليو 1789 في أورو براتو في البرازيل بسبب شنق.